# Kablow
Kablow (niedersorbisch Kobłow) ist ein Stadtteil von Königs Wusterhausen und liegt zwischen Zernsdorf im Westen, Dannenreich im Norden und Bindow im Osten. Er zählt rund 950 Einwohner. Bis 2003 war Kablow eine selbstständige Gemeinde im Landkreis Dahme-Spreewald im Bundesland Brandenburg der Bundesrepublik Deutschland. Der Ortsname ist sorbischen Ursprungs.

## Geographie und Ortsgliederung

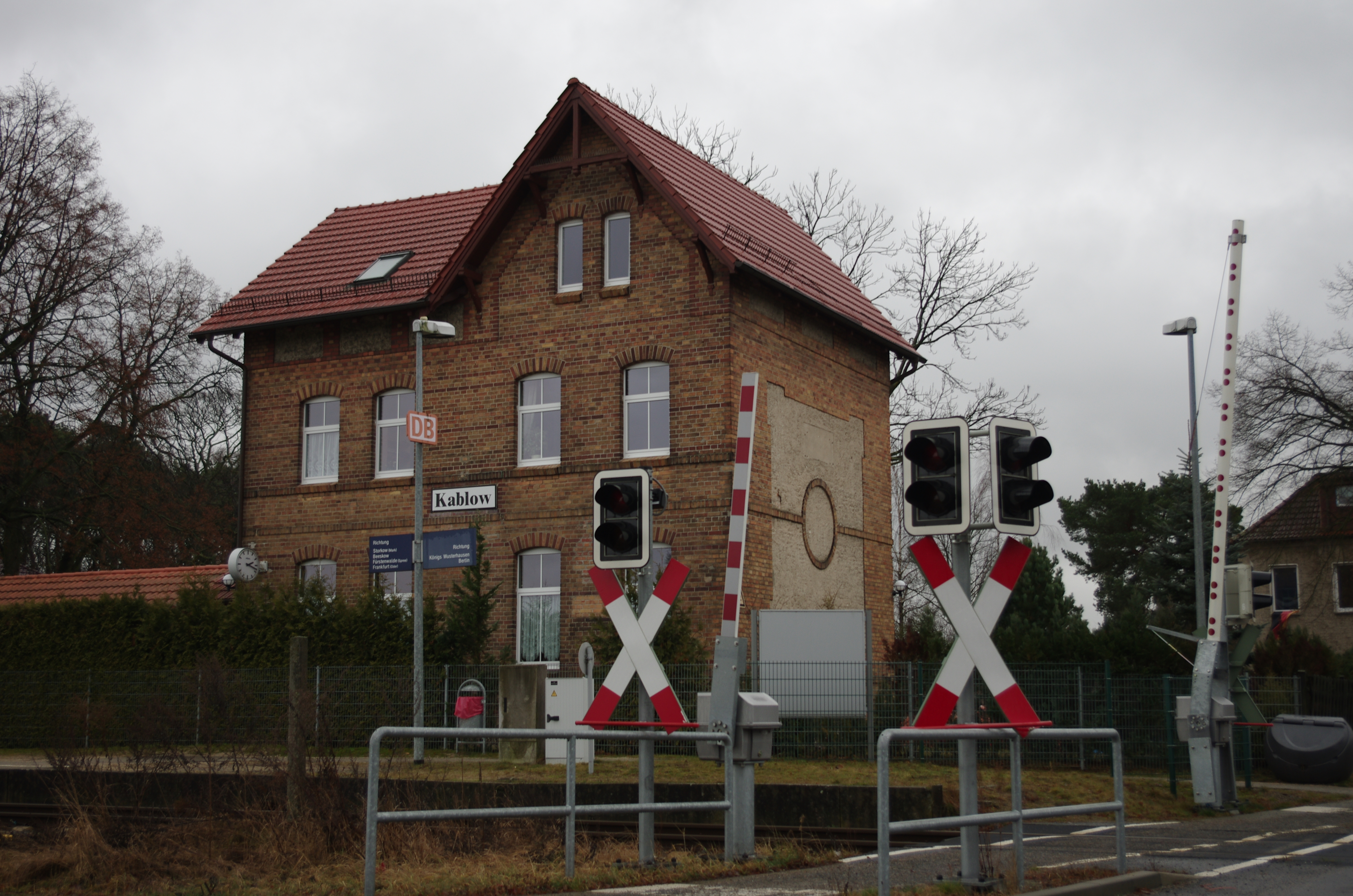
Der Haltepunkt

Kablow liegt südöstlich von Berlin, auf einer Halbinsel am Nordufer des Krüpelsees, durch den die Dahme fließt. Der alte Ortskern ist als Angerdorf angelegt. Zwischen Bindow und Kablow befindet sich das Naturschutzgebiet Skabyer Torfgraben. Im Zuge der Gebietsreform wurde Kablow am 26. Oktober 2003 ein Stadtteil von Königs Wusterhausen., Um die vielfach gleichen Straßennamen in den Ortsteilen individuell, aber trotzdem unter dem Stadtnamen „Königs Wusterhausen“ adressieren zu können, wurde einigen Ortsteilen Königs Wusterhausens ab 1. Januar 2009 neue Postleitzahlen zugeordnet. Zuvor wurden bereits Straßen umbenannt. Der Ortsteil Kablow-Ziegelei gehört seit dem 1. April 1965 zum Nachbarort Zernsdorf obwohl er auf der Kablower Seite des Lankensees liegt.

## Geschichte
Das Gründungsdatum ist nicht bekannt. Kablow ist mindestens seit 3000 Jahren besiedelt (archäologische Funde der späten Mittelsteinzeit und Jungsteinzeit). Bis etwa 50 v. Chr. siedelten sich Semnonen an, nach der Völkerwanderung Slawen. Der Ort ist ein Fischerdorf, von Wasser umgeben.
Seit 1518 befand sich Kablow in ritterlichem Besitz. Nach 1555 erwarb Markgraf Johann von Küstrin das Dorf von Hans von Schlieben für das Amt Storkow. 1717 kam Kablow in den Besitz von Friedrich Wilhelm I.

## Politik
Ortsvorsteher ist Martin Meinert (CDU).

## Kultur und Sehenswürdigkeiten
- Die Dorfkirche Kablow ist eine neogotische Saalkirche aus den Jahren 1869/1870. Im Innern steht unter anderem ein spätgotischer Schnitzaltar von Hermen Herwich aus dem Jahr 1516.
- Ein wichtiger Teil des dörflichen Zusammenlebens besteht im Dorffest; im August 2019 wurde es zum 38. Mal unter dem Motto „Kablower Musikantenscheune“ veranstaltet. Vor der Wiedervereinigung gab es dieses Fest nicht. Seit Mai 2019 ist auf dem Platz der früheren Schule das Gemeindehaus zugänglich. Die Grundschule liegt nun in Zernsdorf, ebenso das Depot der Feuerwehr. Einkaufsmöglichkeiten bestehen nicht mehr, doch gibt es eine kleine Pension. Mehrere Betriebe wurden geschlossen. Andere Firmen expandierten, so die FSG Fernsteuergeräte. Die Zahl der hier lebenden Flüchtlinge ist äußerst gering. Abwanderung gibt es kaum.[6]

## Verkehr

### Individualverkehr
Kablow liegt an der Kreisstraße K 6153 von Königs Wusterhausen nach Wenzlow. Die nächstgelegenen Anschlussstellen zur im Norden vorbeiführende Autobahn sind Niederlehme an der A 10 (Berliner Ring) und Friedersdorf an der A 12 nach Frankfurt (Oder). Zahlreiche Straßen wurden nach der Wiedervereinigung teils neu gebaut, teils saniert.

### Öffentlicher Nahverkehr
Der Ort hat einen Haltepunkt an der Bahnstrecke Grunow–Königs Wusterhausen, auf der Dieseltriebwagen der Regionalbahnlinie RB 36, betrieben von der Niederbarnimer Eisenbahn, im Stundentakt eine Verbindung zwischen Frankfurt (Oder) und Königs Wusterhausen herstellen.
Der Ort wird auch von Bussen der Linie 723 von Königs Wusterhausen über Zernsdorf und Friedersdorf nach Prieros bedient.

## Vereine
- SG Askania Kablow 1916 e. V. (Fußball-, Kegel- und Tanzverein; es gibt acht Tanzgruppen)
- Gemischter Chor Kablow e. V.
- Feuerwehrverein Kablow e. V.
- Kulturverein Kablow 05 e. V.
- Anglerverein Ortsgemeinschaft Kablow e. V.